# Río Flinders
El río Flinders (en inglés: Flinders River) es un río del norte de Australia que discurre por el extremo norte de Queensland, siendo,  con 1004 km. el más largo del estado. Fue nombrado en honor del explorador Matthew Flinders. La cuenca está escasamente poblada y en su mayoría no desarrollada. El Flinders nace en las laderas occidentales de la Gran Cordillera Divisoria en el noroeste de Queensland y fluye generalmente hacia el noroeste a través del Gulf Country, cruzando de una gran sartén de arcilla plana, antes de desembocar en el golfo de Carpentaria.

## Curso y características
El río nace en la cordillera Burra, parte de la Gran Cordillera Divisoria, unos 110 km  al noreste de Hughenden y fluye en dirección oeste pasando por Hughenden, Richmond y Julia Creek, luego gira al noroeste hacia el golfo de Carpentaria 25 km al oeste de Karumba. La cuenca limita al sur con la cordillera Selwyn.
Con 1004 km de longitud, es el octavo río más largo de Australia por longitud nominal (hay cursos combinados más largos). La cuenca drena  109 000 km², el 1,5% del continente.  El uso principal de la tierra en la cuenca es el pastoreo y otra agricultura.
Un total de 36 afluentes desembocan en el Flinders, siendo los principales los ríos Cloncurry, Saxby y Corella. Otro afluente importante es el arroyo Porcupine, que ha excavado una dramática garganta ubicada en el parque nacional Porcupine Gorge.  Hay dos represas en el río: la presa del río Flinders y la presa Corella.  Otros afluentes más pequeños son los arroyos Range, Morepork, Oxley, Canterbury, Dutton, Back Valley, L-Tree, Gorman, Hazlewood, Nonda, Eurimpy, Yambore, Bynoe y Armstrong. El río fluye a través de un pozo de agua permanente, el pozo de piedra Flagstone..
Varias ciudades se encuentran dentro de la cuenca, destacando McKinlay, Burke and Wills Junction, Hughenden, Richmond, Julia Creek y Cloncurry.
El río tiene una descarga media anual de 3857 hm³. El caudal máximo registrado es de 18 000 hm³.
El lecho del río está compuesto de limo con arcilla y arena, arena y grava, y grava con adoquines. Una sartén grande y plana de arcilla se encuentra en el área donde los ríos Flinders, Gregory y río Leichhardt ingresan al Golfo. La desembocadura del río se encuentra en un área importante para la conservación de las aves, la Llanuras del Golfo (Gulf Plains Important Bird Area) 8868 km²).
En 2015, la población que vivía dentro de la cuenca era de 6600 personas.

### Flora
La vegetación a lo largo del río en la cuenca alta incluye bosques ribereños compuestos, que incluyen cortezas de papel; Melaleuca argentea, Melaleuca bracteata y Melaleuca fluviatilis  y eucaliptos subdominantes, incluida la goma roja del río, Coolabah y en menor medida, Bauhinia. Otras especies encontradas incluyen el zarzo. También se encuentran infestaciones de malezas como la  acacia espinosa, las rebabas de Noogoora, la enredadera de caucho y la manzana Chonky.  El sotobosque está dominado por una cubierta cerrada de pastos ribereños que incluye un lecho nativo en las franjas arenosas adyacentes a los canales del arroyo.

## Historia

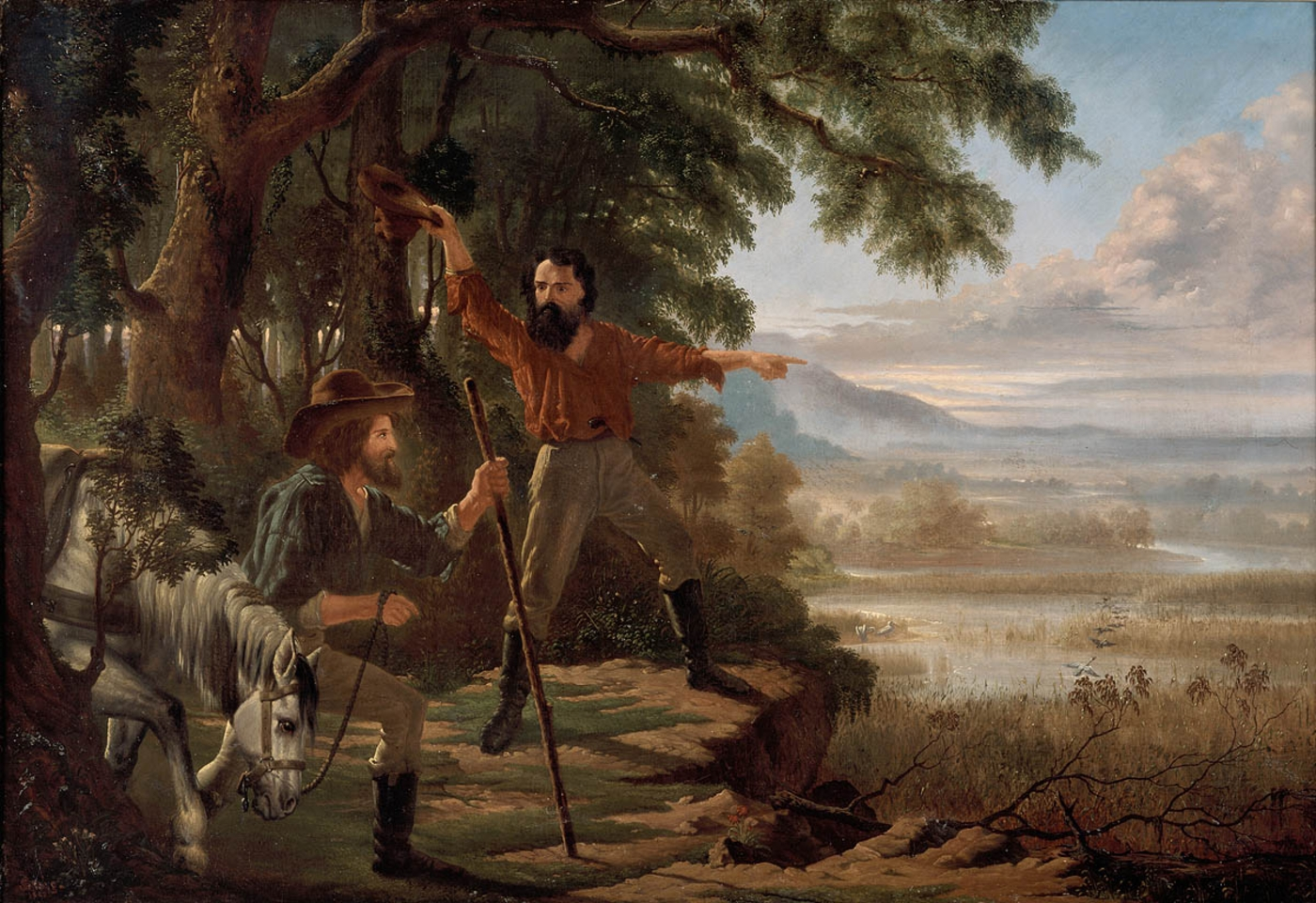
Edward Jukes Greig - Llegada de Burke & Wills al río Flinders, 1862

Los propietarios tradicionales de la zona son los pueblos Kalkadoon, Mitakoodi, Kukatj, Guthaarn, Mayi-Yapi, Mayi-Kulan, Mayi-Thakurti, Ngawun, Wanamara, Mbara, Yirandali y Gugu-Badhun, que han habitado la zona durante miles de años.
El río Flinders fue nombrado en 1841 por el capitán Wickham y el teniente John Lort Stokes  del HMS Beagle, en honor del explorador Matthew Flinders. Stokes cartografió y examinó el estuario de los ríos Flinders y Albert, y nombró muchos otros accidentes en el área,como el Disaster Inlet, el Morning Inlet y el río Van Diemen.
Robert O'Hara Burke, William John Wills y Charles Gray llegaron al delta del río en 1861, completando el objetivo de su expedición de cruzar el continente de sur a norte. Gray murió en el viaje de regreso a Cooper Creek, y tanto Burke como Wills murieron después de llegar al arroyo para encontrar su depósito abandonado.
El primer pastor de ganado en el país a lo largo del Flinders fue James Gibson, quien estableció la Estación Prairie en 1861. En 1864 Gibson estableció más estaciones de ganado, incluidas las estaciones Millungera y Taldora.
Grandes inundaciones ocurrieron a lo largo del río en julio de 1870. Una estación perdió más de 4000 ovejas y se cortaron las carreteras. En 1917 se registraron inundaciones aún mayores, siendo Hughenden inundado y muriendo varias personas ahogadas. Se produjeron más inundaciones en 1955, 1960, 1974, 1991 y 2000.
En 2003, las licencias para tomar agua del río se liberaron por primera vez cuando un pastor, Corbett Tritton, solicitó una licencia de riego. Cultivó con éxito cultivos como sorgo y algodón en su estación de ganado y pronto otros ganaderos se interesaron. Siguió una moratoria sobre la emisión de licencias, pero se levantó en 2013.
Las fuertes lluvias en Queensland a principios de 2019 provocaron grandes inundaciones a lo largo de Flinders, consideradas las peores en medio siglo. La amplia llanura de inundación permitió  que el Flinders se extiendese hasta un ancho de 60 km. El aumento del agua también causó devastación a los agricultores con grandes pérdidas para los rebaños de ganado.